# Kiryło Hubar
Kiryło Hubar – ukraiński działacz społeczny, poseł do Sejmu Krajowego Galicji III kadencji (1870–1876), włościanin z Bołszowa.

## Życiorys
Wybrany do Sejmu Krajowego w IV kurii obwodu Brzeżany, z okręgu wyborczego nr 5 Rohatyn-Bursztyn.